# Federacciai
La Federacciai è la federazione che rappresenta le imprese italiane del settore della siderurgia. Fa parte di Confindustria e conta circa 150 aziende associate che realizzano e trasformano oltre il 95% della produzione italiana di acciaio. Il presidente è Antonio Gozzi.
Lo scopo di Federacciai consiste nel tutelare, supportare e mettere in relazione tra loro le aziende produttrici, trasformatrici e distributrici di acciaio e prodotti siderurgici affini. 
Come principale portavoce delle aziende del settore, promuove le politiche industriali a sostegno del comparto attraverso iniziative in campo economico, politico e tecnico-scientifico.
Federacciai è attiva anche all'estero per le attività di promozione e sviluppo del settore siderurgico italiano, e partecipa agli organi di gestione e alle commissioni di varie organizzazioni italiane e internazionali .